# Ema Mikulčić
Ema Mikulčić (* 27. April 1992) ist eine ehemalige kroatische Tennisspielerin.

## Karriere
Mikulčić spielte vor allem auf dem ITF Women’s Circuit, wo sie zwei Einzel- und drei Doppeltitel gewinnen konnte.

## Turniersiege

### Einzel
| Nr. | Datum             | Turnier | Kategorie   | Belag             | Finalgegnerin       | Ergebnis |
| --- | ----------------- | ------- | ----------- | ----------------- | ------------------- | -------- |
| 1.  | 17. November 2013 | Bol     | ITF $10.000 | Sand              | Gabriela Pantůčková | 6:2, 6:3 |
| 2.  | 2. März 2014      | Bron    | ITF $10.000 | Hartplatz (Halle) | Isabella Schinikowa | 6:0, 7:5 |

### Doppel
| Nr. | Datum              | Turnier | Kategorie   | Belag | Partnerin        | Finalgegnerinnen                 | Ergebnis         |
| --- | ------------------ | ------- | ----------- | ----- | ---------------- | -------------------------------- | ---------------- |
| 1.  | 31. August 2013    | Belgrad | ITF $10.000 | Sand  | Dejana Raičković | Marina Lazić Ema Polić           | 3:6, 6:3, [10:5] |
| 2.  | 21. September 2013 | Budva   | ITF $10.000 | Sand  | Dejana Raičković | Dea Herdželaš Ana Bianca Mihăilă | 6:2, 6:2         |
| 3.  | 16. Mai 2014       | Bol     | ITF $10.000 | Sand  | Wiktorija Tomowa | Justine De Sutter Monique Zuur   | 6:3, 6:1         |